# John F. Matthews
John Frederick Matthews (* 15. Februar 1940) ist ein britischer Althistoriker.

## Leben
Er erhielt 1969 seinen DPhil von der University of Oxford. Von 1969 bis 1996 unterrichtete er die Geschichte des Römischen Reiches in Oxford. Anschließend wechselte er an die Yale University, wo er 2017 noch als emeritierter Professor lehrte. 1990 wurde er zum Mitglied der British Academy gewählt. Für sein Buch The Journey of Theophanes: Travel, Business and Daily Life in the Roman East (2006) erhielt er 2007 den James Henry Breasted Prize der American Historical Association für „das beste englischsprachige Buch aller historischen Disziplinen zu einem Thema vor 1000 n. Chr.“ (“the best book in English in any field of history prior to CE 1000”).

## Schriften (Auswahl)
- Western Aristocracies and Imperial Court, A.D. 364–425. Oxford 1975, ISBN 0-19-814817-8.
- mit Tim Cornell: Atlas of the Roman World. Oxford 1982, ISBN 0-7148-2152-7.
- Political Life and Culture in Late Roman Society. 1985 (Sammlung von zwölf Aufsätzen).
- The Roman Empire of Ammianus. Duckworth, Baltimore/London 1989; 2. Auflage: Johns Hopkins University Press, Ann Arbor 2008.
- Laying Down the Law. A Study of the Theodosian Code. New Haven 2000, ISBN 0-300-07900-1.
- The Journey of Theophanes. Travel, Business, and Daily Life in the Roman East. New Haven 2007, ISBN 0-300-10898-2.
- Roman Perspectives. Studies in the social, political and cultural history of the First to Fifth Centuries. Classical Press of Wales, Swansea 2010, ISBN 978-1-905125-39-5.